# Biliran
Biliran è una municipalità di quinta classe delle Filippine, situata nell'omonima provincia, nella Regione del Visayas Orientale.
Biliran è formata da 11 baranggay:
- Bato
- Burabod
- Busali
- Canila
- Hugpa
- Julita
- Pinangumhan
- San Isidro (Pob.)
- San Roque (Pob.)
- Sanggalang
- Villa Enage (Baras)